# هرق
هرق هي قرية في مقاطعة مراغة، إيران. عدد سكان هذه القرية هو 356 في سنة 2006.